# بيئة كندا

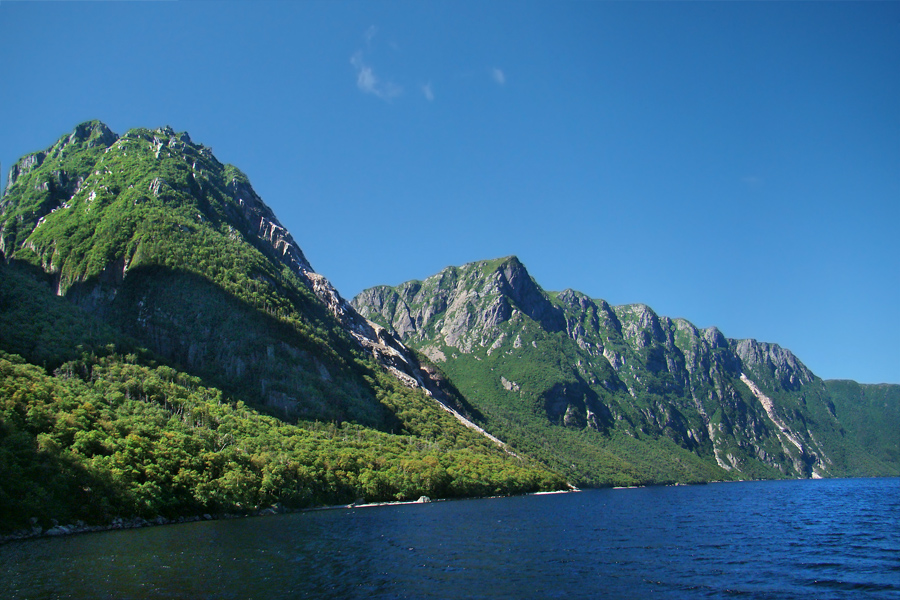
منتزه جرو مورن الوطني في كندا.

يندرج القطاع البيئي في كندا ضمن مسؤوليات الوزارات على المستوى الفيدرالي ومستوى المقاطعات. حاليًا، فإن أعلى منصب حكومي رسمي مسؤول عن البيئة في كندا هو منصب وزير البيئة الوطني الذي تشغله كاثرين ماكينا. تتأثر كندا بشدة بأي تغير مناخي، نتيجة لمساحة أرضها وسواحلها الكبيرة، ولذلك فإن أي تغير يحصل في المناخ يثير القلق والمخاوف فيها. من بين الأنشطة البشرية التي يقوم بها الكنديون، والتي يمكن أن تؤثر على البيئة: الأنشطة التي تدعم اقتصاد كندا مثل: استخراج النفط، والغاز، والتعدين، والحراجة وصيد الأسماك. كانت الزيادة في انبعاثات غازات دفيئة في كندا بين عامي 1990 و 2015 تُعزى أساسًا إلى الانبعاثات الكبيرة الناجمة من التعدين والنفط واستخراج الغاز ونقله. في عام 2011 أعلنت الأمم المتحدة أن البيئة الكندية هي الأفضل في العالم.
أطلقت العديد من البرامج الحكومية للتخفيف من تغير المناخ في القرن العشرين، والواحد والعشرين، مثل: «تحدي الطن الواحد». في أواخر عام 2005، استضافت كندا مؤتمر الأمم المتحدة للتغير المناخي في مونتريال، كيبيك.
أُسّست مئات المنظمات البيئية في كندا.

## مواقف القوى السياسية البيئية
في 21 أكتوبر، أجرت كندا 2019 انتخابات فيدرالية، أسفرت عن تمكين الحزب الليبرالي الكندي من تشكيل حكومة تضم 157 نائبًا. كان الحزب المحافظ الكندي أيضًا مسيطرًا على موازين القوى بعدد 121 نائبًا، والكتلة الكيبيكية بعدد 32 نائبًا والحزب الديمقراطي الجديد بعدد 24 نائبًا.
تلزم الحكومة الكندية موافقة ما لا يقل عن 170 نائبًا لتمرير أي قانون تشريعي، ولذلك سيحتاج الحزب الليبرالي الكندي إلى واحد على الأقل من الأحزاب المذكورة أعلاه لإقرار أي تشريع بيئي. استنادًا إلى برامج الأحزاب لعام 2019، أصبح من الممكن تحقيق بعض النتائج السياسية.
تمتعت ضريبة الكربون التي أقرها الحزب الليرالي الكندي بفرصة للبقاء، إذ دعمها كل من الحزب الديمقراطي الجديد، والكتلة الكيبيكية. من ناحية أخرى، فقد حظي حظر استخدام البلاستيك أحادي الاستخدام، وبناء خطة لإعادة تشجير بعض الأراضي والمحيطات في كندا بشكل رسمي، بدعم الحزب الوطني الديمقراطي والحزب الليبرالي الكندي. علاوة على ذلك، فقد حظي الوعد بإنهاء الدعم الحكومي للوقود الأحفوري من الحزب الليبرالي الكندي، والحزب الديمقراطي الجديد، والكتلة الكيبيكية. رغم أن جميع الأحزاب ذكرت أنها ملتزمة باتفاقية باريس بشأن المناخ لعام 2016، فإن الخطط الخاصة بخطوط الأنابيب ظلت قائمةً لدعمها من الحزب الكندي المحافظ، والحزب الليبرالي الكندي.

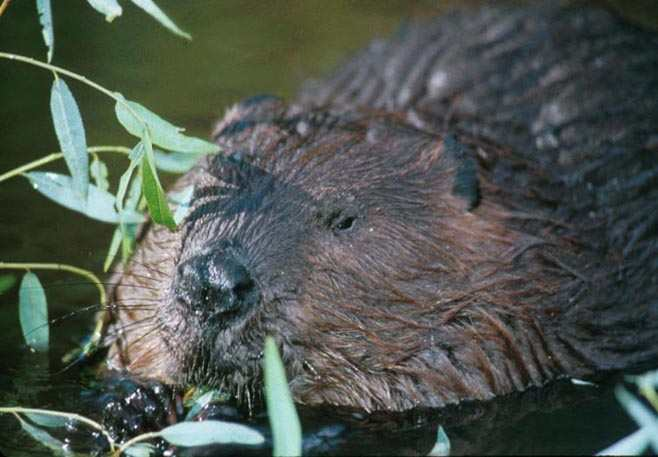
القُنْدُس

## الطبيعية البيئية
يمكن تصنيف الطبيعة البيئية في كندا من خلال نطاقاتها البيئية البرية البالغ عددها 15، والبحرية البالغ عددها 5، والولايات البيئية البالغ عددها 53، والمناطق البيئية البالغ عددها 194، والمقاطعات البيئية البالغ عددها 1021.
يوجد في كندا عدة مناطق غابات (وخاصة في أنحاء كولومبيا البريطانية والبرتا)، إذ تستحوذ على ما نسبته 9٪ (347 مليون هكتار) من إجمالي أراضي الغابات في العالم و24٪ من أراضي الغابات الشمالية في العالم. توجد ثماني مناطق غابات في كندا: أكديان، وبوريال، وكاروليني، والساحل، وكولومبيا، والبحيرات الكبرى-سانت لورانس، ومونتان، وشبه الألبية. من حيث الحيوانات البرية الرمزية، أصبح القندس رمزًا رسميًا لكندا عام 1975، لأهميتة التاريخية في تجارة الفراء، من ضمن الحيوانات البرية الأخرى: الأوزة الكندية، والموظ، والدب القطبي.

## البيئة والتعليم
يعد التعليم عاملًا رئيسيًا لتحسين الحالة البيئية. لذلك، فإنه من السهل العثور في كندا على مراكز ومؤسسات مختلفة يمكن فيها للناس معرفة المزيد عن البيئة. على سبيل المثال، أوجدت وزارة أونتاريو برنامجًا يتضمن تعليم الطلاب من أجل خلق مستقبل مستدام، ليس فقط في المدرسة بل أيضًا في حياتهم اليومية.
هناك جميعات مختلفة يمكن فيها للمهتمين بالبيئة أن يتعلموا ويتعمقوا أكثر في هذا المجال، والهدف من هذه الجمعيات هو توفير مزيد من المعلومات حول عدة جوانب مختلفة.
يقدم مركز المهن البيئية في كندا أنواعًا مختلفة من البرامج، بدءًا من التعليم البيئي لمرحلة ما بعد الثانوية في كندا إلى طلاب المرحلة الجامعية، كما تتاح لهم إمكانية دراسة درجة البكالوريوس في التخصصات البيئية.